# Rakova Bara
Rakova Bara (en serbe cyrillique : Ракова Бара) est un village de Serbie situé dans la municipalité de Kučevo, district de Braničevo. Au recensement de 2011, il comptait 406 habitants.

## Démographie

### Évolution historique de la population
| 1948  | 1953  | 1961  | 1971  | 1981 | 1991 | 2002 | 2011 |
| ----- | ----- | ----- | ----- | ---- | ---- | ---- | ---- |
| 1 187 | 1 188 | 1 123 | 1 007 | 963  | 806  | 464  | 406  |

|  |